# Comune di Holbæk
Il comune di Holbæk è un comune danese situato nella regione della Selandia con sede amministrativa nella cittadina omonima.
Il comune è stato riformato in seguito alla riforma amministrativa del 1º gennaio 2007 accorpando i precedenti comuni di Jernløse, Svinninge, Tornved e Tølløse.

## Centri abitati
I centri abitati principali del comune sono:
- Holbæk (30 503)
- Jyderup (4 324)
- Tølløse (3 914)
- Svinninge (2 871)
- Vipperød (2 571)

## Amministrazione

### Gemellaggi
- Celle - Germania